# Battaglia di Tora Bora
La battaglia di Tora Bora è stata una battaglia avvenuta nel dicembre 2001 nel corso dell'invasione statunitense dell'Afghanistan.
Pur motivata dal sospetto che Osama bin Laden (leader di al-Qa'ida) si nascondesse tra le montagne della regione, l'offensiva dell'esercito americano non condusse tuttavia alla sua cattura in quanto il terrorista riuscì a sfuggire ai combattimenti.

## Contesto

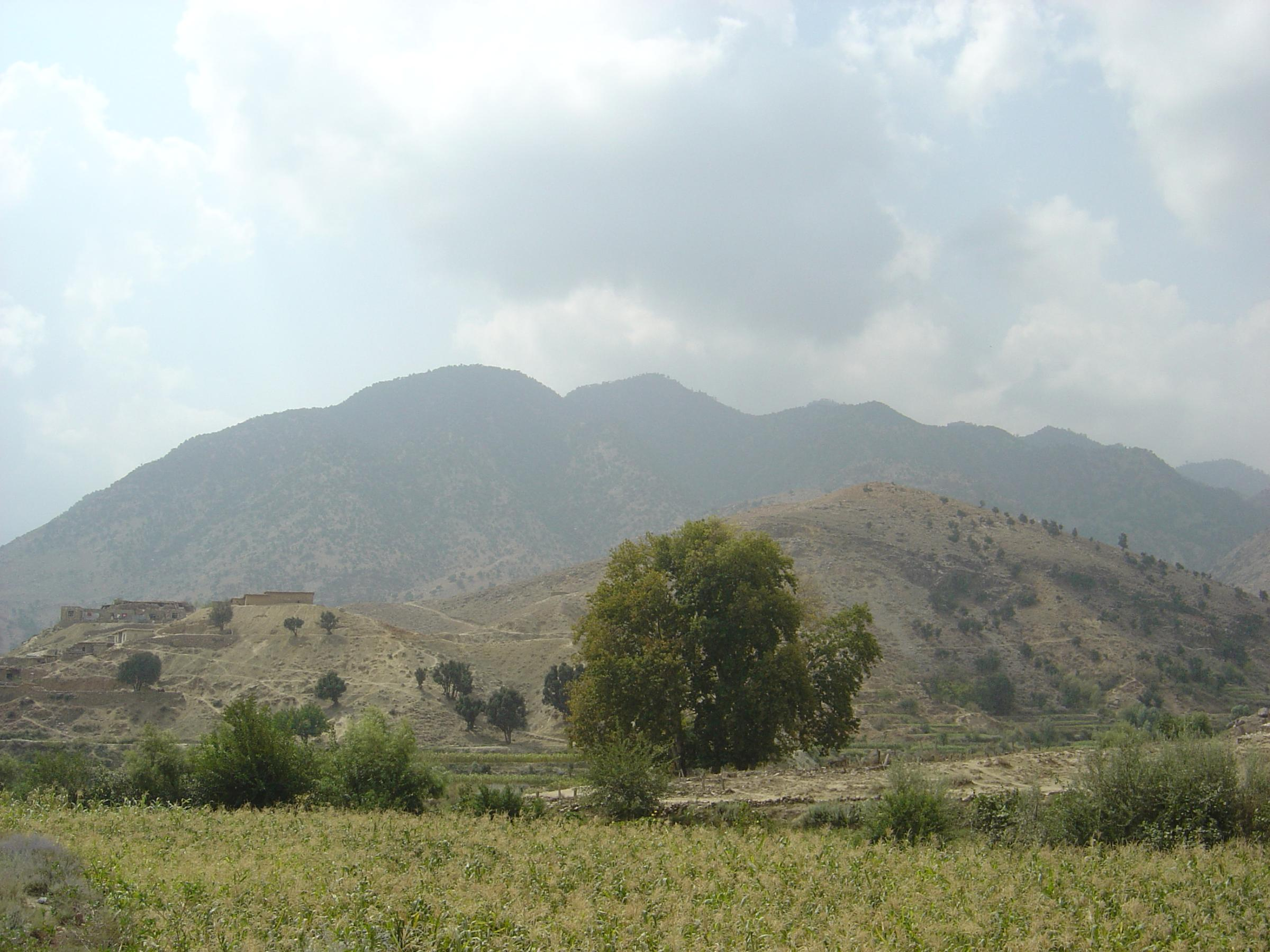
Montagne di Tora Bora

Nel 2001 le montagne di Tora Bora erano usate da al-Qāʿida e si sospettava che qui sorgesse il quartier generale di bin Laden. Veniva descritto da molti come un complesso di grotte a più piani che sfruttava l'energia idroelettrica dai torrenti delle montagne, o come un'abitazione sotterranea con corridoi in stile hotel in grado di ospitare più di 1 000 persone. Si diceva anche che contenesse una grande scorta di munizioni, come missili FIM-92 Stinger residuati degli anni Ottanta.

## La battaglia
Terminata l'invasione dell'Afghanistan del 2001, i combattenti di al-Qāʿida stranieri resistevano ancora nelle montagne di Tora Bora. La milizia tribale anti-Talebana continuava la salda avanzata attraverso il territorio ostile, supportata da fulminanti raid aerei delle Forze Speciali statunitensi e britanniche. Rendendosi conto della disfatta, le forze di al-Qāʿida negoziarono una tregua con un comandante di milizia locale, così da dare loro tempo di consegnare le proprie armi. Col senno di poi, comunque, molti ritengono che la tregua fosse uno stratagemma per permettere a importanti membri di al-Qāʿida, incluso Osama bin Laden, di scappare.
Il 12 dicembre riesplose la battaglia, forse iniziata da una retroguardia come diversivo per favorire la fuga del grosso delle forze attraverso le Montagne Bianche verso le aree tribali del Pakistan. Ancora una volta, forze tribali aiutate da truppe per operazioni speciali statunitensi e supporto aereo spinsero contro le posizioni fortificate di al-Qāʿida in grotte e bunker disseminate nella regione montuosa. Dodici commando di SBS (Special Boat Service) britannici accompagnarono le forze per le operazioni speciali statunitensi nell'attacco al complesso di grotte di Tora Bora. In passato è stato erroneamente riportato che i SAS (Special Air Service) britannici avessero impegnato due delle loro squadriglie nell'azione.
Per il 17 dicembre l'ultimo complesso di grotte era stato preso e i loro occupanti erano fuggiti. Gli statunitensi continuarono a setacciare la zona fino a gennaio, ma non emersero segni di bin Laden o della leadership di al-Qāʿida. L'ultima volta che bin Laden fu sentito parlare alla radio era il 14 dicembre. Si riteneva che fossero già fuggiti nelle aree tribali del Pakistan a sud e est. Si ritiene che circa 200 dei combattenti di al-Qāʿida siano stati uccisi durante la battaglia, insieme a un imprecisato numero di combattenti tribali anti-Talebani. Non si parlò di alcun morto della coalizione.

## Conseguenze
Dopo Tora Bora, tutte le forze statunitensi e britanniche e i loro alleati afghani consolidarono la loro posizione nella regione. Dopo un Loya jirga (grande consiglio) delle maggiori fazioni afghane, di leader tribali e di ex-esiliati, venne creato un governo afghano ad interim a Kabul retto da Hamid Karzai. Le forze statunitensi stabilirono le loro basi più importanti nella Base Aerea di Bagram, a nord di Kabul e nell'aeroporto di Kandahar. Successivamente vennero creati degli avamposti nelle province orientali per dare la caccia a Talebani e fuggitivi di al-Qāʿida. Il numero di truppe della coalizione a guida statunitense che operavano nel paese sarebbe infine cresciuto a più di 10 000 unità.
Nel frattempo, i Talebani e al-Qāʿida non si erano arresi. Le forze di al-Qāʿida iniziarono a riorganizzarsi nelle montagne Shahi-Kot della provincia di Paktia nel gennaio e febbraio 2002. Un fuggitivo talebano nella provincia di Paktia, mullā Saif al-Rahman, iniziò anche lui a ricostituire parte delle forze della sua milizia in supporto ai combattenti anti-statunitensi. Radunarono più di 1 000 uomini per l'inizio di marzo del 2002. L'intenzione dei ribelli era di usare la regione come un'area-base per lanciare attacchi di guerriglia e possibilmente una grande offensiva sullo stile dei mujaheddin che combatterono le forze sovietiche durante gli anni Ottanta.